# كمبباسة

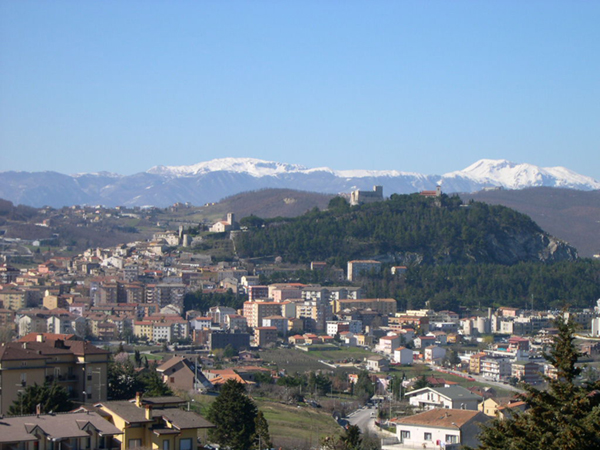
منظر عام - كَمبُبَاسة

كَمْبُبَاسة أو (نقحرة: كامبوباسو) (بالإيطالية: Campobasso)‏، مدينة جنوب إيطاليا، عاصمة إقليم مليزة ومقاطعة كَمبُبَاسة، بها جامعة مليزة، سكانها 51.185 نسمة.

## السكان
في سنة 1861 بلغ عدد السكان 12٬802 نسمة، وتطور العدد ليصل في سنة 2017 لـ 49٬320 نسمة.
يظهر هذا المخطط البياني تطور النمو السكاني لـ كِمبُبَاسة

## التاريخ
ما تزال أصول كَمبُبَاسة قضيةً مختلفاً بشأنها. ووفقا لأكثر نظرية متفق عليها، فإن المدينة تأسست قبل القرن الثامن كمعسكر محصن أقامه اللومبارديون على منحدر التلة حيث القلعة. الاسم الاصلي هو Campus vassorum، وهذا يعني أن المدينة في الأصل كانت مقرا لإقطاعات لدوقية سبوليتو.
بعد استيلاء النورمان على جنوب إيطاليا، فقدت كَمبُبَاسة دلالتها كنقطة قوة دفاعية واكتسبت دورا كمركز تجاري وإداري.
حكمت المدينة عائلة مونفورتي- غامباتيزا من عام 1330 حتى 1745، والذين بنوا القلعة، وأنشئوا دارا لسك العملة. لاحقا حكمتها عائلات دي كابوا، وغونزاغا، وفيتاليانو، وكارافا، ورومانو.
هجر المواطنون المدينة القديمة في عام 1763 واستقروا في الوادي الأسفل. وَسّع جواكينو مورات ملك الصقليتين المدينة الحالية في عام 1814 الواقعة على Campo Basso ("أرض منخفضة").
في أكتوبر ونوفمبر من عام 1943 كانت كَمبُبَاسة محور القتال بين قوات الحلفاء والألمان. دمرت العديد من المباني، وقُتل 38 مدنيا. وفي عام 1995 استلمت المدينة الميدالية البرونزية للشجاعة المدنية للعمل الجبار الذي قام به الكامبوباسيون لتنظيف كل الأراضي من خطر الرؤوس الحربية غير المنفجرة، وهو عمل دام فترة طويلة في عام 1948.

## توأمة
لكَمبُبَاسة اتفاقيات توأمة مع كل من:
- بانيا لوكا (2010 - )
- بينيفنتو
- فيتيربو
- أوتاوا
- فلاديمير
- فاستوجيراردي
- ليجه

## معرض الصور

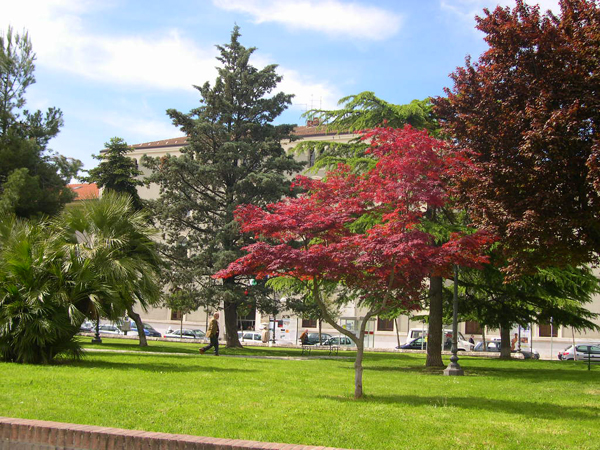
تعليق
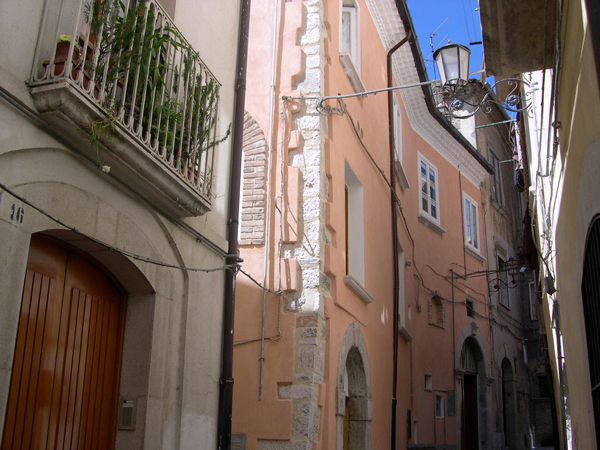
كاستيلو مونفورتي
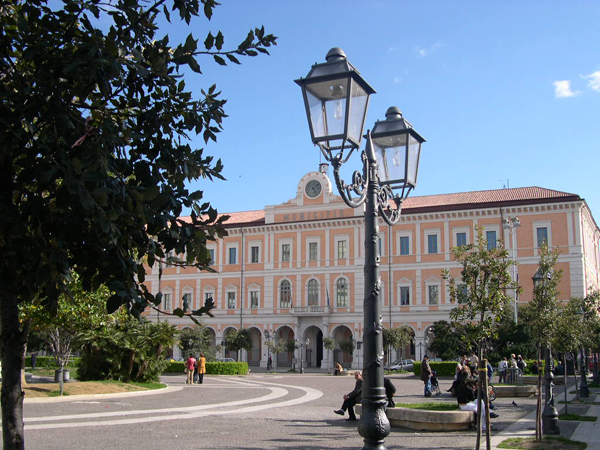
تعليق
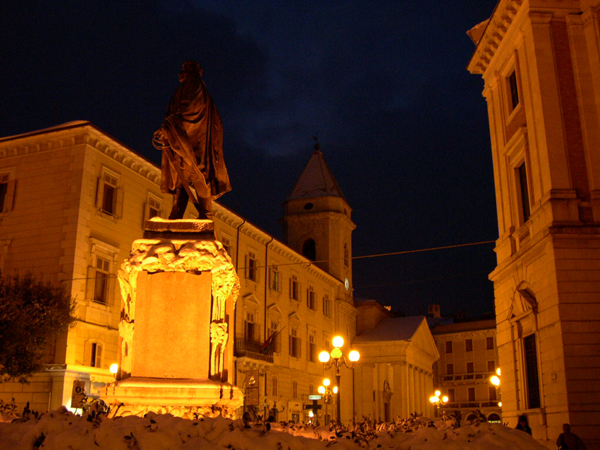
ساحة بيرفيتورا
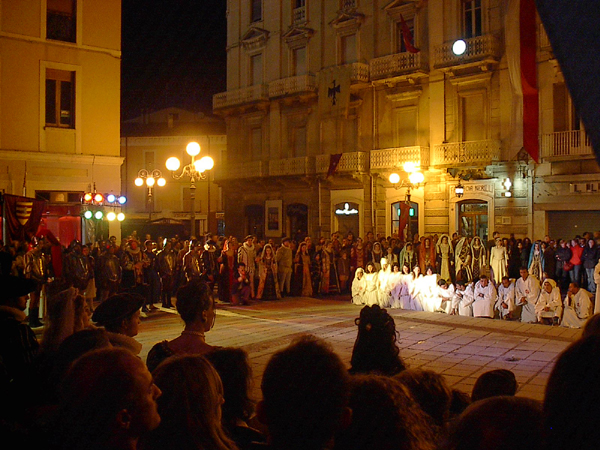
تعليق
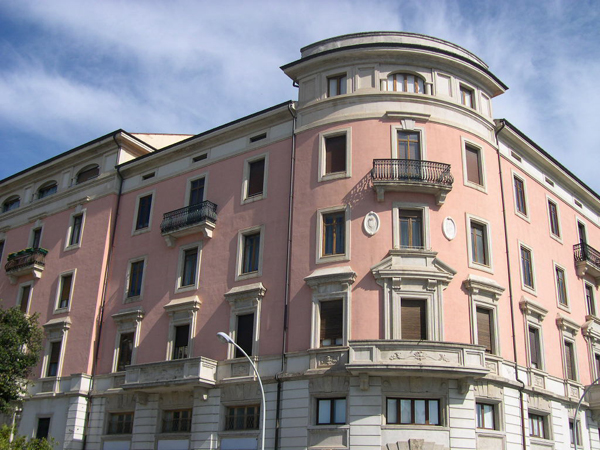
تعليق
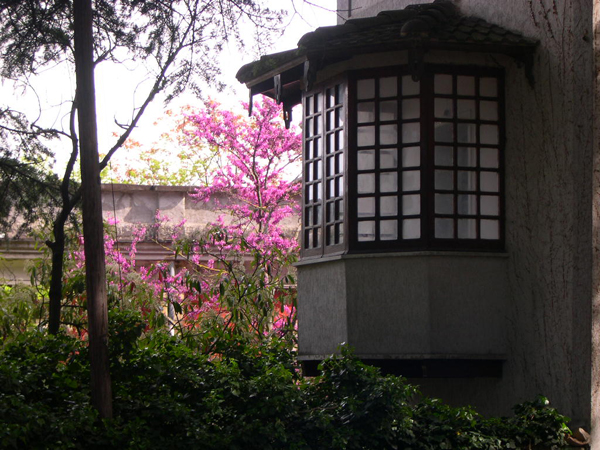
تعليق
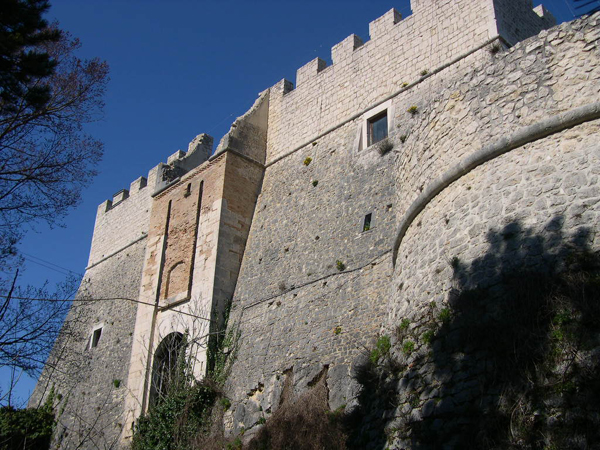
تعليق
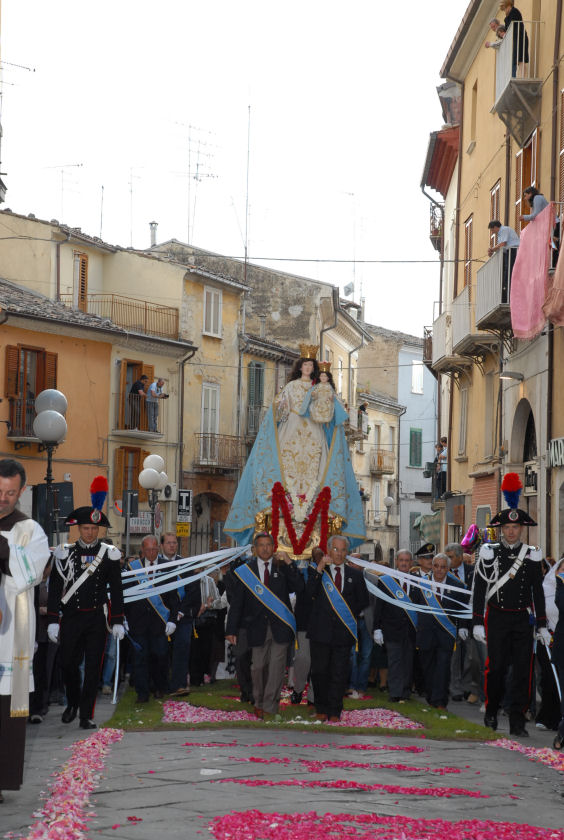
تعليق
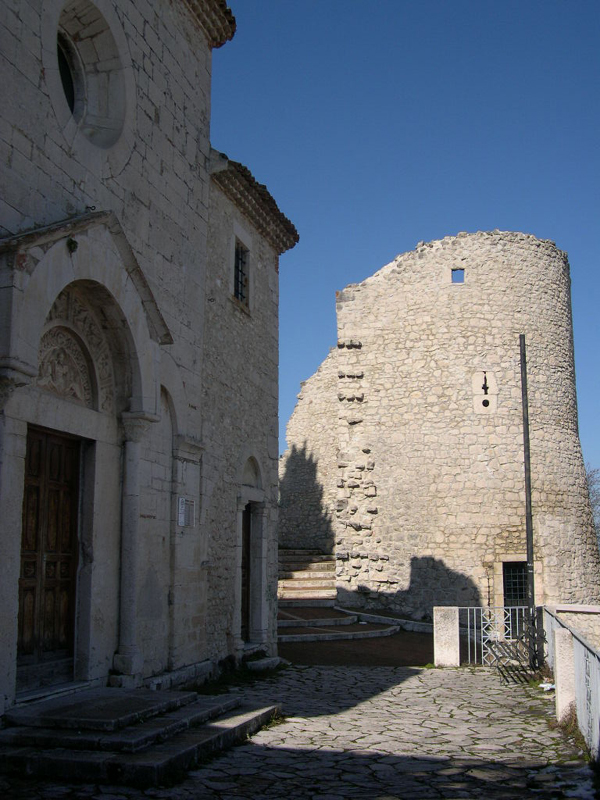
تعليق

## أعلام
- باسكوالي جرافينا
- لويجي لوتشيانو
- ألبرتو بونوتشي